# یان پنچک
یان پنچک (لهستانی: Jan Pęczek؛ ‏ ۲۱ اوت ۱۹۵۰ – ۲۷ ژوئیهٔ ۲۰۲۱) بازیگر اهل لهستان بود.
از فیلم‌ها یا مجموعه‌های تلویزیونی که وی در آن‌ها نقش داشته‌است، می‌توان به رانندگان جایگزین، دو روی سکه، در خیابان سپولنی، در خوشی و سختی، پس‌تصویر، قانون حقیقی و رنگ‌های خوشبختی اشاره نمود.